# Linia 19 de tramvai din București

Piața Eroii Revoluției 
Tramvaiul 19 din București este o linie de tramvai a STB care începe de la Complex Comercial Titan, situat în cartierul bucureștean cu același nume, din sectorul 3, și se termină la stația „Zețarilor” din sectorul 5.
Pe 5 iulie 2011 linia 19 a fost suspendata pentru realizarea lucrărilor de modernizare a căii de rulare de pe strada Liviu Rebreanu, urmând să fie reînființată pe 10 septembrie 2017 după finalizarea proiectului.
Terminalul de la Complex Comercial Titan este temporar suspendat, în vederea realizării pasajului de pe Bd. Theodor Pallady. Tramvaiele folosesc în continuare bucla de întoarcere, dar ultima stație este Bulevardul Theodor Pallady.
Din data de 26 iulie și până pe 11 septembrie 2023, din cauza unor lucrări edilitare din Piața Eroii Revoluției, tramvaiele liniei 19 au circulat pe un traseu deviat, de la Piața Eroii Revoluției urmând ruta Șos. Viilor - Str. Dr. Constantin Istrati - Strada 11 Iunie - Bd. Regina Maria, întorcând la Piața Unirii. Celălalt capăt rămânând la Complex Comercial Titan.

## Traseu și stații

### Schema traseului
|  |   |   |   | Nume Stație                                    | Artera                                           | Corespondențe |
|  | - | - | - | ---------------------------------------------- | ------------------------------------------------ | ------------- |
|  | ↓ | O | ↑ | Complex Comercial Titan (suspendată temporar ) | Bulevardul Theodor Pallady                       | 27, 40        |
|  |   | o |   | Bulevardul Theodor Pallady                     | Bulevardul Theodor Pallady                       | 27, 40        |
|  |   | o |   | Metrou Nicolae Teclu                           | Bulevardul Theodor Pallady                       | 27, 40        |
|  |   | o |   | STIROM                                         | Bulevardul Theodor Pallady                       | 27, 40        |
|  |   | o |   | IOR 2                                          | Bulevardul Theodor Pallady                       | 27, 40        |
|  |   | o |   | Ozana                                          | Bulevardul Theodor Pallady                       | 27, 40        |
|  |   | o |   | Bd. 1 Decembrie 1918                           | Bulevardul Theodor Pallady                       | 27, 40        |
|  |   | o |   | Oficiul Poștal 72                              | Bulevardul 1 Decembrie 1918                      | 40            |
|  |   | o |   | Postăvarului                                   | Bulevardul 1 Decembrie 1918                      | 40            |
|  |   | o |   | Liviu Rebreanu↓ / Bd. 1 Decembrie 1918↑        | Strada Liviu Rebreanu                            | 23            |
|  |   | o |   | Barajul Dunării                                | Strada Liviu Rebreanu                            | 23            |
|  |   | o |   | Bd. Nicolae Grigorescu                         | Strada Liviu Rebreanu                            | 23            |
|  |   | o |   | Pod Lacuri                                     | Strada Liviu Rebreanu                            | 23            |
|  |   | o |   | Șos. Câmpia Libertății                         | Strada Liviu Rebreanu                            | 23            |
|  |   | o |   | Piața Râmnicu Sărat                            | Bulevardul Camil Ressu                           | 23, 27        |
|  |   | o |   | Dristorului                                    | Bulevardul Camil Ressu                           | 23, 27        |
|  |   | o |   | Șos. Mihai Bravu                               | Bulevardul Camil Ressu                           | 23, 27        |
|  |   | o |   | Calea Dudești                                  | Șoseaua Mihai Bravu                              | 1↑, 10↓, 135  |
|  |   | o |   | Laborator                                      | Șoseaua Mihai Bravu                              | 1↑, 10↓, 135  |
|  |   | o |   | Calea Vitan                                    | Calea Vitan↓ / Șoseaua Mihai Bravu↑              | 1↑, 135↑      |
|  |   | o |   | Zizin                                          | Calea Vitan                                      |               |
|  |   | o |   | București-Mall                                 | Calea Vitan                                      |               |
|  |   | o |   | Piața Vitan                                    | Calea Vitan                                      |               |
|  |   | o |   | Poșta Vitan                                    | Bulevardul Octavian Goga                         | 23, 27        |
|  |   | o |   | Nerva Traian↓ / Bd. Octavian Goga↑             | Bulevardul Octavian Goga↓ / Strada Nerva Traian↑ | 23↓, 27↓      |
|  |   | o |   | Papazoglu                                      | Strada Nerva Traian                              |               |
|  |   | o |   | Școala Generala 81                             | Strada Nerva Traian                              |               |
|  |   | o |   | Universitatea Creștină Dimitrie Cantemir       | Bulevardul Gheorghe Șincai                       |               |
|  |   | o |   | Colegiul Național Gheorghe Șincai              | Bulevardul Gheorghe Șincai                       |               |
|  |   | o |   | Adesgo                                         | Calea Șerban Vodă                                |               |
|  |   | o |   | Cuțitul de Argint                              | Calea Șerban Vodă                                |               |
|  |   | o |   | Piața Eroii Revoluției                         | Șoseaua Giurgiului                               | 7, 25         |
|  |   | o |   | Muzeul Bacovia                                 | Șoseaua Giurgiului                               | 7, 25         |
|  |   | o |   | Piața Progresul                                | Șoseaua Giurgiului                               | 7, 25         |
|  |   | o |   | Toporași                                       | Șoseaua Giurgiului                               | 7, 25         |
|  |   | o |   | Drumul Găzarului                               | Șoseaua Giurgiului                               | 7, 25         |
|  |   | o |   | Cimitirul Evreiesc                             | Șoseaua Giurgiului                               | 7, 25         |
|  |   | o |   | Luică↓ / Șos. Giurgiului↑                      | Șoseaua Giurgiului↓ / Strada Alexandru Anghel↑   | 7↓, 25↓       |
|  |   | o |   | Cimitirul Progresul                            | Strada Zețarilor                                 |               |
|  |   | o |   | Baciului                                       | Strada Zețarilor                                 |               |
|  | ↓ | O | ↑ | Zețarilor                                      | Strada Zețarilor                                 | 11, 23        |